# Requiem in memoriam Stasys Lozoraitis
Requiem in memoriam Stasys Lozoraitis is een compositie van Osvaldas Balakauskas.

## Geschiedenis
Het werk is geschreven ter nagedachtenis van Stasys Lozoraitis, een Litouwse diplomaat, die leefde op de scheidslijn tussen een (streven naar een) onafhankelijk Litouwen en de Russische bezetting van zijn land gedurende de Sovjetperiode. Hij leefde van 1898 tot 1983 een heeft dus een nieuwe periode van Litouwse onafhankelijkheid niet mee mogen maken. Voor Balakauskas gold eigenlijk hetzelfde, hij was naast componist ook ambassadeur in het Westen.Ook hij werd “gevangen” in de Sovjetbezetting, niet letterlijk, maar als leerling van het Conservatorium van Kiev was er geen ontsnappen aan de richtlijnen, die voor de muziek golden. Balakauskas maakte echter wel de val van de Sovjet-Unie mee en kwam sindsdien tot bloei, mede dankzij het heersende nationalisme dat opkwam nadat de Sovjet-Unie werd opgeheven en Litouwen weer onafhankelijk was.
Balakauskas had voor zijn requiem niet de grote muziekwerken van Hector Berlioz en Giuseppe Verdi voor ogen, maar zag meer in een requiem in kleine bezetting en een intiemere sfeer. De klank is dan ook meer richting Arvo Pärt en John Taverner en wellicht het Requiem van Gabriel Fauré.
Toehoorders in Wroclaw, Polen hoorden al delen van dit werk tijdens een festival in september 1995. In maart 1996 vond de eerste uitvoering plaats door onderstaande gezelschap (zie discografie), echter dan met het koor Aidija.

## Muziek
Balakauskas volgde in zijn requiem wel de gewoonlijke structuur, hier en daar enigszins uitgebreid:
1. Requiem
2. Dies Irae
3. Tuba mirum
4. Rex tremendae
5. Confutatis
6. Domine Jesu
7. Hostias
8. Sanctus
9. Benedictus
10. Lacrymosa
11. Agnus Dei

De muziek klinkt daarbij enigszins “uit de tijd”. Balakauskas zag meer in middeleeuwse muziek dan in de klassieke muziek van de 20e eeuw. Hij schreef veelvuldig parallelle kwinten voor. Opvallend is de rol van de trombone in  het Tuba mirum met haar (relatief) lange solo. Tegenover het toepassen van oude componeertechnieken staat het gebruik van een moderne synthesizer.          

### Orkestratie
- mezzosopraan
- sopranen, alten, tenoren, baritons
- 1 dwarsfluit, 1 hobo, 1 klarinet
- 1 trombone
- synthesizer
- 11 violen, 4 altviolen, 3 celli, 2 contrabassen

## Discografie
- Uitgave Naxos:  Judita Leilaité (mezzo), Koor van de gemeente Vilnius, Christopher Kamerorkest van Vilnius o.l.v. Donatas Katkus.